# Colégio Militar/Luz (metrostation)
Colégio Militar/Luz is een metrostation aan de Blauwe lijn van de Metro van Lissabon. Het station is geopend op 14 oktober 1988. Tot de verlenging van de Blauwe lijn in 1998 naar station Potinha was het het eindpunt van de Blauwe lijn. Het station werd vroeger Colégio Militar genoemd; later is dat gewijzigd in de huidige naam.
Het is gelegen aan de kruising van de Avenida do Colégio Militar and Avenida Lusíada.